# Greenfield, Quận Monroe, Wisconsin
Greenfield là một thị trấn thuộc quận Monroe, tiểu bang Wisconsin, Hoa Kỳ. Năm 2010, dân số của thị trấn này là 669 người.